# Gerardo Cruz
Oveth Gerardo Cruz Barquero (San José, Costa Rica, 30 de diciembre de 1992 - 19 de noviembre de 2015) fue un panadero costarricense, que tras denunciar un acoso callejero que sufría una mujer en la capital de su país, fue apuñalado días después, en condiciones «de presunto robo» —pero aclarado meses después que fue pasional—, y semanas más tarde falleció.
Su caso fue ampliamente publicitado y generó gran conmoción en Costa Rica. Los autores del crimen, una exnovia y tres implicados más, fueron condenados a 30 y 25 años de cárcel.

## Biografía
Gerardo Cruz es un joven estudiante y comerciante proveniente de la ciudad de Francisco I. Madero, Coahuila. Vive con su familia, incluida su esposa, su hija y un bebé en gestación. Aunque su vida está centrada en su pasión por la tecnología y el mundo del emprendimiento, también dedica tiempo a otras actividades. Su interés por la innovación lo ha llevado a explorar distintas formas de mejorar su negocio y contribuir a su comunidad.

### Denuncia en video por acoso callejero
El 4 de octubre de 2015, en San José, Gerardo grabó con su teléfono celular a un hombre (Luis Umaña Delgado) que intentaba tomar fotografías con su móvil, debajo de la minifalda de una mujer que caminaba por el centro de la ciudad. Gerardo Cruz Barquero continuó grabándolo cuando Umaña Delgado abordó un vehículo. Posteriormente subió los videos a su cuenta de Facebook y estos fueron compartidos en redes sociales y retomados por medios de comunicación nacionales e internacionales.
Tras difundir los videos tres días después fue apuñalado en San Sebastián por presuntos delincuentes. Fue trasladado al Hospital Rafael Ángel Calderón Guardia. Según el parte médico, tenía una herida que le perforó el abdomen y otra el tórax.
El 19 de noviembre a las 6:18 p. m. (hora de Costa Rica) murió por un infarto, tras múltiples operaciones.
El OIJ (Organismo de Investigación Judicial) tenía como primera línea de investigación un asalto, pero sin ningún sospechoso. Aunque varios portales de noticias, señalan que han llegado a una conclusión sin tener premisas y titulan que los delincuentes actuaron por «sicariato».
El caso de Gerardo Cruz causó gran sentimiento en dicho país, donde se realizaron varias marchas en apoyo a la reforma de una ley para la protección de la mujer en el ámbito del acoso callejero. Su estado de salud fue reseñado por varios medios internacionales.
Meses más tarde fue retenida Samady Fonseca Fernández, una exnovia de Cruz junto a su hija Kristina Valerín Fonseca, Rónald Arce Barrientos, taxista informal y César Chaves Cerdas, pintor. La cual las dos primeras mujeres fueron implicadas en pagar dos sicarios, para asesinar al joven panadero.
 Dicho caso llevó más de un año en ser proceso y no fue hasta mitad principio del 2018, que fueron condenados a 30 y 25 años de cárcel.